# Видовая башня на горе Батарейка
Видова́я ба́шня на горе́ Батаре́йка — экскурсионный объект и достопримечательность на вершине возвышенности Батарейка в Центральном районе города Сочи, Краснодарский край, Россия.

## История
Башня «Роза ветров» открыта для посетителей в 1978. Является филиалом Музея Истории города-курорта Сочи. Построена по проекту архитектора Кириченко. Закрыта на реконструкцию в 2010 году. С башни и площадки перед ней открывается вид на Центральный район города.

## Адрес
- 354000 Россия, г. Сочи, ул. Альпийская, 18-а